# Branko Tomažič (inženir kmetijstva)
Branko Tomažič, slovenski inženir kmetijstva in politik, * 4. maj 1961, Postojna.
Kot poslanec SLS+SKD je bil član 2. državnega zbora Republike Slovenije.
Leta 2017 je bil izvoljen v Državni svet Republike Slovenije kot predstavnik Kmetijsko-gozdarske zbornice Slovenije.